# Штайнбах-ам-Аттерзе
Штайнбах-ам-Аттерзе (нем. Steinbach am Attersee) — община (нем. Gemeinde) в Австрии, в федеральной земле Верхняя Австрия. 
Входит в состав округа Фёклабрукк.  Население составляет 845 человек (на 31 декабря 2005 года). Занимает площадь 62 км². Официальный код  —  41740.